# Konserwatywno-Chrześcijańska Partia – BNF
Konserwatywno-Chrześcijańska Partia Białoruski Front Ludowy (biał. Кансэрватыўна-Хрысціянская Партыя – БНФ; Kanserwatyuna-Chryscijanskaja Partyja – BNF) – białoruska partia polityczna o profilu chrześcijańsko-narodowo-konserwatywnym, powstała w 1999 w wyniku rozłamu w Białoruskim Froncie Ludowym. Jej liderem pozostaje Zianon Paźniak.
Partia całkowicie zbojkotowała wszystkie wybory parlamentarne (2000, 2004, 2008, 2012, 2016) od czasu ustanowienia, jej zdaniem, autorytarnego reżimu prezydenta Łukaszenki.

## Historia
Partia odwołuje się do dorobku Białoruskiego Frontu Ludowego "Odrodzenie" powstałego w 1989. Została utworzona przez stronników dotychczasowego prezesa BFL Zianona Paźniaka w związku z różnicą zdań co do taktyki wobec autorytarnego reżimu Łukaszenki. We wrześniu 1999 nastąpił IV Zjazd ugrupowania, który przyjął obecną nazwę, program ugrupowania oraz wybrał Paźniaka przewodniczącym nowego ruchu. 

## Program
Partia opowiada się, podobnie jak BFL, za pełną niepodległością oraz niezależnością Białorusi od ościennych mocarstw, ochroną dziedzictwa kulturowego kraju oraz statusu języka białoruskiego jako jedynego języka państwowego. Występuje za budową demokratycznego państwa prawa, gospodarki wolnorynkowej oraz rozliczeniem z dziedzictwem komunizmu oraz dyktaturą Łukaszenki. Planuje oparcie budowy państwa o chrześcijański światopogląd, tradycyjny model rodziny oraz likwidacji zależności wspólnot religijnych od wpływów z zewnątrz. Domaga się od państwa wsparcia rodziny oraz zapewnienia opieki społecznej dla osób najsłabszych, przy jednoczesnej budowie wolnego rynku i ochronie przedsiębiorczości. W dziedzinie polityki zagranicznej opowiada się za niezależnością od Rosji, wstąpieniem do NATO oraz budową bloku czarnomorsko-bałtyckiego (z udziałem Litwy i Ukrainy). Nie popiera wstąpienia Białorusi do Unii Europejskiej. Występuje za wycofaniem wojsk rosyjskich z terytorium kraju. Nie popiera także aborcji, eutanazji i ruchów LGBT. 

## Struktura
Organem naczelnym partii pozostaje liczący 37 członków Sejm. W skład zarządu, pełniącego funkcję wykonawczą wobec Sejmu, wchodzi 23 osób. Przewodniczącym partii jest Zianon Paźniak, zaś jego zastępcą Siarhiej Papkou. W związku z nieobecnością Paźniaka na Białorusi obowiązki lidera ugrupowania w kraju pełni Juryj Bieleńki.